# Rien ne s'arrête
Rien ne s'arrête este primul album de compilație al cântăreței franceze Patricia Kaas. Discul conține optsprezece piese, dintre care 17 deja binecunoscute („Mon mec à moi”, „Mademoiselle chante le blues”, „Les hommes qui passent”, „Il me dit que je suis belle” ș.a.), și una nouă — „Rien ne s'arrête”. Discul s-a bucurat de succes în Europa Centrală, fiind comercializat în peste 300,000 de copii.

## Conținut
- Ediție Standard (lansată la nivel Internațional):

1. „Rien ne s'arrête” — 3:29
2. „D'Allemagne” — 4:23
3. „Mon mec à moi” — 4:13
4. „Quand Jimmy dit” — 3:43
5. „Mademoiselle chante le blues” (versiunea live)— 3:21
6. „Les hommes qui passent” — 3:46
7. „Les Mannequins d'osier” — 3:52
8. „Kennedy Rose” — 3:18
9. „Entrer dans la lumière” — 4:05
10. „Il me dit que je suis belle” — 4:45
11. „Ceux qui n'ont rien” — 3:53
12. „Quand j'ai peur de tout” — 4:20
13. „Je voudrais la connaître” — 4:17
14. „L'Aigle noi” (versiunea live) — 4:59
15. „Ma Liberté contre la tienne” — 5:03
16. „Une Fille de l'Est” — 3:29
17. „Les Chansons commencent” (versiunea live) — 5:13
18. „Mon Chercheur d'or” — 4:32